# Савченко, Дмитрий Витальевич
Савченко Дмитрий Витальевич — украинский актер театра и кино, народный артист Украины (2011), актер Национального академического театра русской драмы имени Леси Украинки (Киев).

## Биография
Родился в 1972 году.
В 1993 году окончил Киевский театральный институт им. И. К. Карпенко-Карого. В 1994 году был принят в труппу Киевского театра русской драмы имени Леси Украинки.
В 2011 году получил звание «Народный артист Украины».
Преподает актерское мастерство в Киевском театральном институте им. И. К. Карпенко-Карого.

## Творчество

### Роли в театре
Спектакли текущего репертуара
Национального академического театра русской драмы имени Леси Украинки
- «Школа скандала» Ричард Шеридан (от Автора) - архив
- «Госпожа министерша» Бранислав Нушич (Чеда Урошевич)
- «Как важно быть серьёзным» Оскар Уайльд (Джон Уординг) - архив
- «Циничная комедия» по мотивам «Мера за меру» Уильяма Шекспира (Анджело) - архив
- «Сто пятая страница про любовь» по мотивам «Турдейская Манон Леско» Всеволода Петрова (Он, сегодня) - архив
- «Дело чести» Лутц Хюбнер (Коберт) - архив
- «Деревья умирают стоя» Алехандро Касона (Другой)
- "Пассажир без багажа" Жана Ануя (Жорж Рено)
- "Обнаженная со скрипкой" Ноэла Коуарда (Себастьян Лакреоль)
- "Три кохання" (по мотивам биографии Леси Украинки) - Мержинский, вторая любовь Леси Украинки
- "Женщина и чиновник" (Альдо Николаи) - Чиновник

Старые спектакли
- «Чуть мерцает призрачная сцена... (Юбилей. Юбилей? Юбилей!)» (2011)
- «Марат/Сад» (2008)
- «Маскарад» (2004)
- «Лулу. История куртизанки» (2002)
- «Кто убил Эмилию Галотти?..» (2002)
- «Хрустальное сердце» (2002)
- «И всё это было... и всё это будет...» (2001)
- «Невероятный бал» (2001)
- «Месть по-итальянски» (2000)
- «Любовь и война» (2000)
- «Маскарадные забавы» (2000)
- «Ревизор» (1999)
- «Огонь желаний» (1999)
- «Двери хлопают» (1996)
- «Тойбеле и её демон» (1996)
- «Фердинандо» (1996)
- «Ревность» (1995)
- «Иван-царевич» (1993)
- «Молодые годы короля Людовика XI» (1993)
- «Приглашение в замок» (1992)

### Фильмография
- 2008 — «Колдовская любовь», Граф (сериал, Украина)
- 2007 — «Возвращение Мухтара-4», Артист (сериал)
- 2005 — «Происки любви», Алик (сериал, Украина)
- 2005 — «Возвращение Мухтара-2», Шилов (сериал)
- 1999 — «Школа скандала» (Украина, телеспектакль)
- 1998 — «Кольца всевластия», Орест, жених Олеси

## Награды
- Заслуженный артист Украины (2001)[1]
- Народный артист Украины (2011)[2]